# Kalantaiivka, Rozdilna
Kalantaiivka (în ucraineană Калантаївка) este un sat în comuna Rozdilna din raionul Rozdilna, regiunea Odesa, Ucraina.

## Demografie
Componența lingvistică a localității Kalantaiivka
     Ucraineană (89,54%)
     Rusă (7,65%)
     Română (2,41%)
     Alte limbi (0,4%)
Conform recensământului din 2001, majoritatea populației localității Kalantaiivka era vorbitoare de ucraineană (89,54%), existând în minoritate și vorbitori de rusă (7,65%) și română (2,41%).